# Nigeropheidae
I nigerofeidi (Nigeropheidae, o Nigerophiidae) sono un gruppo di serpenti estinti, i cui resti fossili sono stati ritrovati in Africa, Asia, Madagascar ed Europa in terreni di età compresa tra il Cretaceo superiore e l'Eocene medio (circa 85 - 45 milioni di anni fa).

## Descrizione
Questi serpenti erano di taglia ridotta e solitamente non superavano il metro di lunghezza. Sono conosciuti principalmente per le loro caratteristiche vertebre: erano caratterizzati dalla presenza di assi condilari orizzontali o leggermente obliqui, dalla parte superiore dello zigantro strutturalmente semplice, da pareti laterali dell'arco neurale posteriore quasi verticali, dalle faccette articolari delle prezigapofisi piccole e orientate obliquamente. Generalmente le vertebre erano piuttosto allungate e non erano presenti pterapofisi (proiezioni laterali simili ad ali), tipiche invece degli affini Palaeopheidae. 

## Classificazione
La famiglia dei nigerofeidi venne istituita da Rage nel 1975, per accogliere il genere Nigerophis del Paleocene del Niger. In seguito a questa famiglia vennero ascritti numerosi altri serpenti arcaici, come Woutersophis dell'Eocene medio del Belgio, Nubianohis del Cretaceo superiore del Sudan, Indophis del Cretaceo superiore dell'India e del Madagascar, Kelyophis del Cretaceo superiore del Madagascar, Amananulam del Paleocene del Mali e Nessovophis dell'Eocene inferiore del Kazakhstan. Alla famiglia dei nigerofeidi sono stati attribuiti con qualche dubbio anche fossili dell'inizio del Cenomaniano del Marocco e dell'Eocene superiore del Kazakhstan. 
I nigerofeidi sono considerati un gruppo arcaico degli Alethinophidia, forse affini ai Paleopheidae. 

## Paleoecologia
La forma delle vertebre di questi serpenti indica che con tutta probabilità i nigerofeidi erano serpenti acquatici, forse ottimi nuotatori, e probabilmente avevano anche abitudini fossorie.